# Hachiman
Hachiman (jap. 八幡神 Hachimanshin eller Yawata no kami) är krigsgud i japansk shintō (jap. 神道) mytologi, men räknas också som fredsgud och beskyddare av buddhismen och Japan med dess folk.
Namnet betyder "De åtta fanornas gud", med syftning på de åtta gudomliga fanor som tillkännagav den gudomlige kejsar Ōjins födelse. Hachimans gudomlighet utvecklades ursprungligen ur denne historiske kejsare Ōjins gestalt. Hachimans symboliska djur och budbärare är duvan.

## Helgedomarjinja

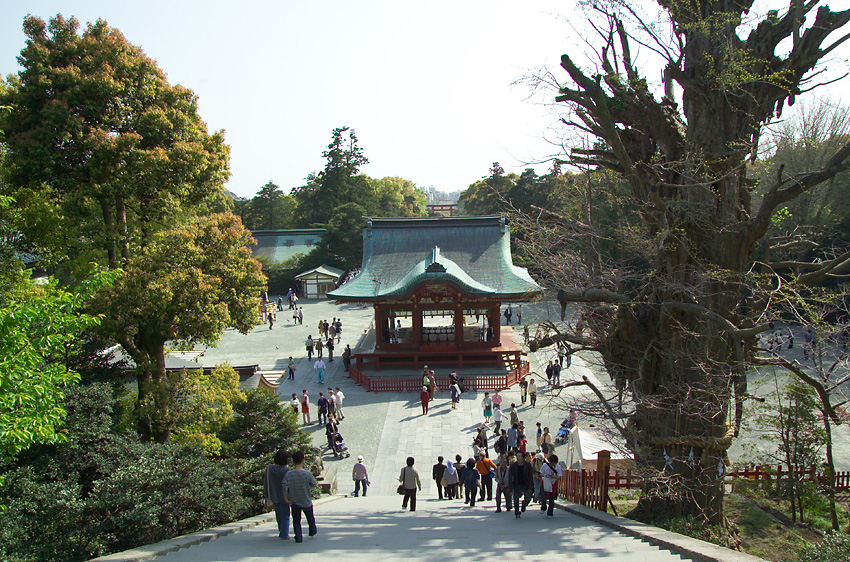
Shintō-templet Tsurugaoka Hachimangū i Kamakura

Hachimans popularitet ökade fortlöpande under hela medeltiden och spred sig från samurajklassen till bönderna, så att det nu finns över 30 000 Jinja eller jingū dedicerade åt Hachiman i Japan. Bara Inari har fler. Usa Jingū i Usa, Oita prefektur som nummer ett tillsammans med Tsurugaoka och Iwashimizu räknas som de tre stora templen, där Tsurugaoka ibland är utbytt mot Hakozakigū bland de tre, som inte får vara fyra av vidskepelseskäl kring siffran fyra, som undviks för att det kan läsas på samma sätt ordet ”död”.
- Usa Jingū (宇佐神宮) i Usa av Oitaprefekturen på sydön Kyushu
- Iwashimizu Hachimangū (石清水八幡宮) i Yawata av Kyoto prefektur
- Hakozakigū (筥崎宮) i Fukuoka
- Tsurugaoka Hachimangū (鶴岡八幡宮) i Kamakura